# زردپره‌های آمریکای شمالی
زردپره‌های آمریکای شمالی (نام علمی: Passerina) نام یک سرده از خانواده کاردینال است.